# Hymn Wietnamu Południowego
Wietnam Południowy w ciągu swojej historii posiadał dwa hymny państwowe, Marsz Młodych oraz Wyzwolić Południe.

## Thanh Niên Hành Khúc (1948–1975)
Pierwszym hymnem Wietnamu Południowego była pieśń Thanh Niên Hành Khúc. Autorem pieśni był Lưu Hữu Phước (1921–1989), wietnamski działacz komunistyczny.
Pieśń została przyjęta jako hymn narodowy przez Rząd Tymczasowy 14 czerwca 1948.
W 1956 roku prezydent Ngô Đình Diệm dokonał zmian w tekście hymnu.

### Tekst w latach 1948–1956
Này thanh niên ơi! Đứng lên đáp lời sông núi.

Đồng lòng cùng đi đi đi mở đường khai lối.

Vì non sông nước xưa truyền muôn năm chớ quên.

Nào anh em Bắc Nam cùng nhau ta kết đoàn.

Hồn thanh xuân như gương trong sáng.

Đừng tiếc máu nóng tài xỉn ráng.

Thời khó thế khó khó làm yếu ta.

Dầu muôn chông gai vững lòng chi sá.

Đường mới kiếp phóng mắt nhìn xa bốn phương.

Tung cánh hồn thiếu niên ai đó can trường.

Thanh niên ơi! Ta quyết đi đến cùng.

Thanh niên ơi! Ta nguyền đem hết lòng.

Tiến lên, đồng tiến, vẻ vang đời sống.

Chớ quên rằng ta là giống Lạc Hồng.

### Tekst w latach 1956–1975
Này Công Dân ơi! Quốc gia đến ngày giải phóng

Đồng lòng cùng đi hy sinh tiếc gì thân sống.

Vì tương lai Quốc Dân, cùng xông pha khói tên,

Làm sao cho núi sông từ nay luôn vững bền.

Dù cho phơi thây trên gươm giáo,

Thù nước, lấy máu đào đem báo.

Nòi giống lúc biến phải cần giải nguy,

Người Công Dân luôn vững bền tâm trí.

Hùng tráng quyết chiến đấu làm cho khắp nơi

Vang tiếng người nước Nam cho đến muôn đời!

Công Dân ơi! Mau hiến thân dưới cờ!

Công Dân ơi! Mau làm cho cõi bờ

Thoát cơn tàn phá, vẻ vang nòi giống

Xứng danh nghìn năm giòng giống Lạc Hồng!

## Giải phóng miền Nam (1975–1976)
Po zwycięstwie Vietcongu w 1975 roku jako nowy hymn Wietnamu Południowego przyjęto hymn Việt Cộngu, Giải phóng miền Nam (Wyzwolić Południe). Napisana w 1961 roku pieśń, podobnie jak poprzedni hymn, była autorstwa Lưu Hữu Phước.

### Tekst
Giải phóng miền Nam, chúng ta cùng quyết tiến bước.

Diệt Đế quốc Mỹ, phá tan bè lũ bán nước.

Ôi xương tan máu rơi, long hân thù ngất trời.

Sông núi bao nhiêu năm cắt rời.

Đây Cửu Long hùng tráng, Đây Trường Sơn vinh quang.

Thúc giục đoàn ta xung phong đi giết thù.

Vai sát vai chung một bóng cờ.

Vùng lên! Nhân dân miền Nam anh hùng!

Vùng lên! Xông pha vượt qua bão bùng.

Thề cứu lấy nước nhà! Thề hy sinh đến cùng!

Cầm gươm, ôm súng, xông tới!

Vận nước đã đên rồi. Bình minh chiếu khắp nơi.

Nguyện xây non nước sáng tươi muôn đời.